# Vijzelorgel

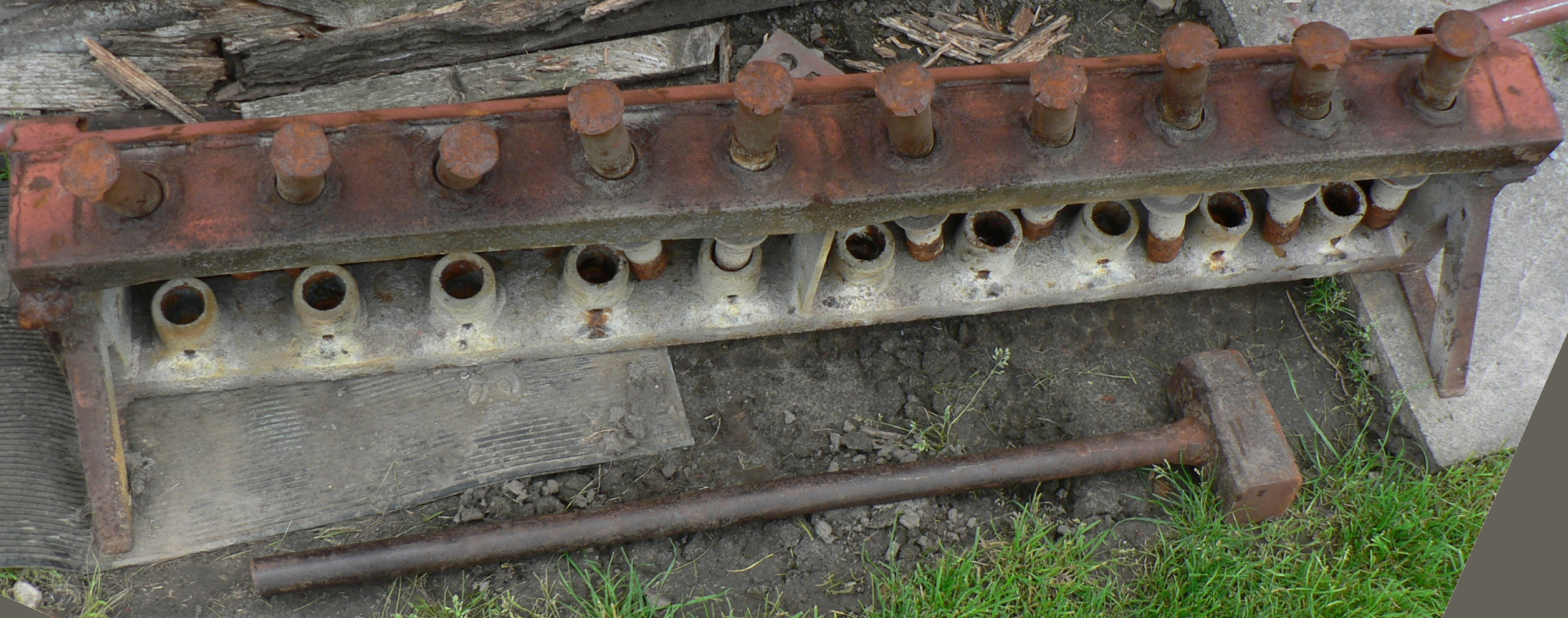

Een vijzelorgel is een gietijzeren vorm die samengesteld is uit een reeks van een tiental vijzels en bijhorende stampers.
Het instrument wordt bij de traditionele voorhuwelijksschieting gebruikt om met explosiesalvo's de buurt op het feest uit te nodigen. De genodigden, in het bijzonder de vroegere vrienden (vrijers) van de bruid, slaan met een hamer op de stampers die in de met explosief poeder gevulde vijzels staan. Door de gaten in de vijzelpotjes kan de drukgolf ontsnappen.